# Concept (vírus de computador)
O vírus Concept foi o primeiro programa malicioso a infectar documentos do Microsoft Word. Nos anos 90, os vírus evoluíram, assim como a tecnologia. Em  1995, Com a internet mais popular, era mais comum usuários infectados compartilharem esses documentos por e-mail. O vírus foi rapidamente espalhado, causando "bugs" nas máquinas.